# Tatiana Andriushina
Tatiana Serguéyevna Andriushina (en ruso: Татьяна Сергеевна Андрюшина; Voskresensk, 26 de junio de 1990) es una deportista rusa que compite en esgrima, especialista en la modalidad de espada.
Ganó dos medallas en el Campeonato Mundial de Esgrima, oro en 2013 y plata en 2019, y una medalla de plata en el Campeonato Europeo de Esgrima de 2019.

## Palmarés internacional
| Campeonato Mundial | Campeonato Mundial    | Campeonato Mundial | Campeonato Mundial |
| Año                | Lugar                 | Medalla            | Prueba             |
| ------------------ | --------------------- | ------------------ | ------------------ |
| 2013               | Budapest (Hungría)    | Medalla de oro     | Espada por equipos |
| 2019               | Budapest (Hungría)    | Medalla de plata   | Espada por equipos |
| Campeonato Europeo |                       |                    |                    |
| Año                | Lugar                 | Medalla            | Prueba             |
| 2019               | Düsseldorf (Alemania) | Medalla de plata   | Espada por equipos |